# پل آندره گورین
پل آندره گورین (انگلیسی: Paul-André Guérin؛ زادهٔ ۲۶ سپتامبر ۱۹۹۷) بازیکن فوتبال اهل فرانسه است.
از باشگاه‌هایی که در آن بازی کرده‌است می‌توان به باشگاه فوتبال آژاکسیو اشاره کرد.